# Unterwassermatten
Koordinaten: 48° 26′ 32″ N, 7° 51′ 47″ O

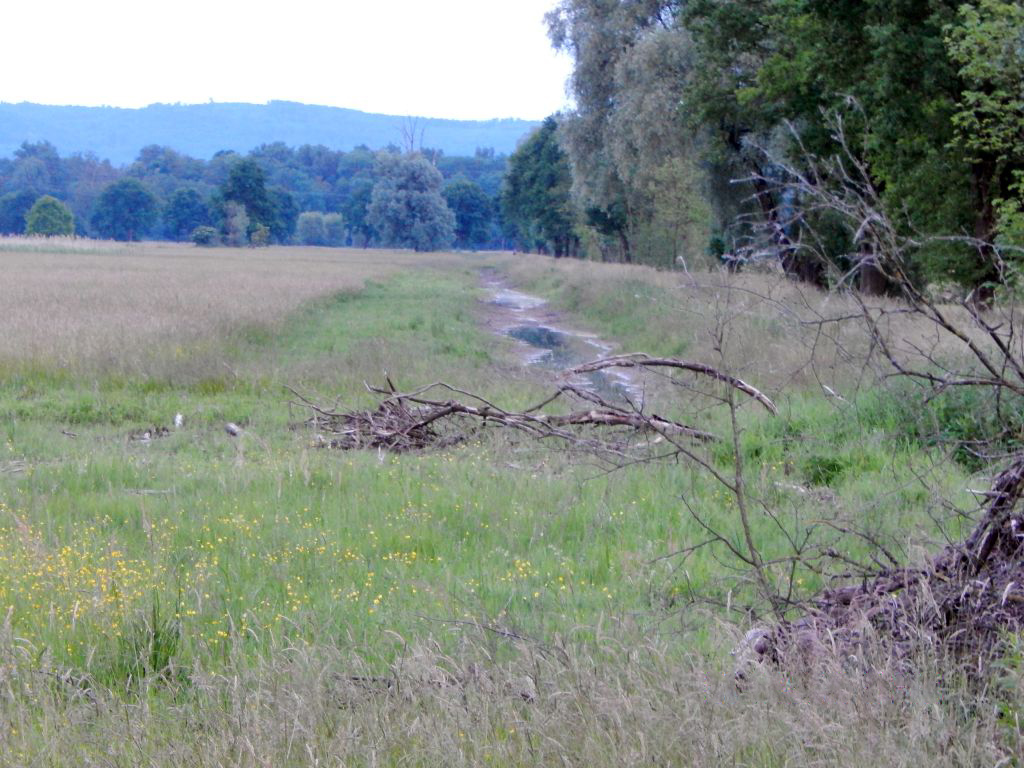
Naturschutzgebiet Unterwassermatten (Mai 2015)

Das Naturschutzgebiet Unterwassermatten liegt auf dem Gebiet der Gemeinden Hohberg, Neuried und Schutterwald im Ortenaukreis in Baden-Württemberg.
Das Gebiet erstreckt sich südwestlich des Kernortes Schutterwald entlang des Tieflachkanals. Im nördlichen Teil verläuft die Landesstraße L 99 hindurch, östlich verläuft die A 5. Südlich des Gebietes erstreckt sich das 34,5 ha große Naturschutzgebiet Langwald.

## Bedeutung
Das 324,4 ha große Gebiet ist seit dem 10. Oktober 1997 unter der NSG-Nr. 3.237 als Naturschutzgebiet ausgewiesen. Es handelt sich um eine „größere, zusammenhängende, von natürlichen und künstlichen Gewässern durchflossene Wiesenlandschaft in der Oberrheinebene mit hohen Grundwasserständen und gelegentlichen Überflutungen von Teilflächen.“ Es ist „Lebensraum mehrerer gebietsspezifischer, teilweise gefährdeter Tier- und Pflanzenarten“ und „Brut-, Durchzugs- und Überwinterungsgebiet zahlreicher Vogelarten.“